# Richardsberg (Gudensberg)
Koordinaten: 51° 10′ 6″ N, 9° 24′ 6″ O
Richardsberg ist ein Einzelgehöft, gelegen auf der Grenze der Gemarkungen von Maden und Deute, beides Stadtteile von Gudensberg im nordhessischen Schwalm-Eder-Kreis. An gleicher Stelle und mit gleichem Namen befand sich ursprünglich ein vom 18. Jahrhundert mit Unterbrechungen bis 1896 und noch einmal von 1920 bis 1926 betriebenes Bergwerk, wo Braunkohle anfangs im Tagebau, zuletzt aber mehrheitlich unter Tage abgebaut wurde. Heute verfügbare Informationen zur Grube sind sehr spärlich, und es gibt teilweise erhebliche Unterschiede in den Angaben zur zeitlichen Nutzung der Grube. Die heutigen Gebäude stehen an der Stelle des ehemaligen Steigerhauses.

## Geographie
Das Gehöft steht auf 225 m Höhe über NHN unmittelbar östlich der Bundesstraße 254 zwischen Niedervorschütz im Südsüdwesten und Deute im Nordnordosten. Maden liegt etwa 1,5 km westlich. Der Hof befindet sich am Nordwestrand des Mader Holzes, einem ausgedehnten Waldgebiet zwischen Deute und Böddiger, und nur rund 300 m östlich des ehemaligen chattischen und ostfränkischen Thingplatzes auf der Mader Heide.

## Geschichte
Die 1919 veröffentlichten Erläuterungen zur Geologischen Karte von Preußen berichten, dass die Grube zwei in Ton oder Letten eingebettete Flöze hatte. Das obere lag unter etwa 4 m Lehm und 10 m Ton, hatte eine Mächtigkeit von bis zu 2,4 m und bestand zu kleinen Teilen aus Lignit. Das untere lag noch einmal 5,65 m tiefer und war bis zu 2,66 m dick.
Bereits ab dem 18. Jahrhundert soll in Richardsberg Braunkohlebergbau betrieben worden sein, bis 1868 im Tagebau und in nur kleinem Maßstab: im gesamten Jahr 1853 betrug die Ausbeute lediglich 828 Tonnen Braunkohle. Von 1875 bis 1896 und noch einmal von 1920 bis 1926 wurde in ca. 15 bis 30 Meter Tiefe im Untertagebau gearbeitet. Der Hauptschacht war 27 m tief. Die Zeche soll gegen Ende des 19. Jahrhunderts wegen eines Wasser- und Schwimmsandeinbruchs aufgegeben worden sein, und nach kurzzeitiger Wiederaufnahme des Betriebs nach dem Ersten Weltkrieg wurde sie wegen Unwirtschaftlichkeit endgültig geschlossen.